# Аш
Аш (чеш. Aš) град је у Чешкој Републици. Аш је шести по величини град управне јединице Карловарски крај, у оквиру којег се налази у округу Хеб.

## Географија
Аш се налази у крајње западном делу Чешке републике и то је најзападнији град у целој држави. Аш се заправо налази у „прсту“ Чешке, који залази у Немачку (најближа граница удаљена свега 1,5 км од градског средишта), на месту сучељавања Баварске и Саксоније. Град је удаљен од 220 км западно од главног града Прага, а од првог већег града, Карлових Вари, 65 км западно.
Град Аш се налази на прелазу између две историјске покрајине, Бохемије и Саксоније. Град лежи на крајњем ободу Средњочешке котлине, на приближно 650 м надморске висине. Изнад града издижу се планине Смрчини.

## Историја
Подручје Аша било је насељено још у доба праисторије. У раном средњем веку подручје насељавају Немци. Насеље под данашњим називом први пут се у писаним документима спомиње у 1281. године, а насеље је 1331. добило градска права. Већ тада су град и околина били искључиво насељени Немцима.
Године 1919. Аш је постао део новоосноване Чехословачке. Ово се није поклапало са демографском и историјском сликом, која је готово потпуно била везана за Немце. 1938. године Аш, као насеље са немачком већином, је оцепљен од Чехословачке и припојен Трећем рајху у склопу Судетских области. После Другог светског рата месни Немци су се присилно иселили из града у матицу. У време комунизма град је постао погранични и населили су махом становници везани за војску. После осамостаљења Чешке дошло је до опадања привредних активности и до проблема са преструктурирањем привреде.

## Становништво
Аш данас има око 13.000 становника и последњих година број становника у граду стагнира. Поред Чеха у граду живе и Словаци и Роми. Данашњи број је упола мањи него пре Другог светског рата када је град има двоструко више становника, углавном Немаца.

## Галерија
- Поглед на средиште града
- Градска кућа Аша
- Црква св. Николе у Ашу
- Градска железничка станица

## Партнерски градови
- Плауен